# Покровская, Ксения Михайловна
Ксения Михайловна Покровская (Белякова) — русский православный иконописец, сыгравшая важную роль в возрождении традиционной иконописи. Покровская начала свою карьеру в 1969 году и работала в Московской области до распада Советского Союза. В 1991 году иммигрировала в США, где проработала до своей смерти в 2013 году. При жизни Покровская создала своеобразный и обширный корпус икон для церквей и частных лиц. Её влияние продолжает ощущаться благодаря работе сотен её учеников по всему миру.

## Биография
Ксения Михайловна Покровская родилась 9 марта 1942 года в городе Ош, Киргизия (Фергана, Средняя Азия). Во время Второй мировой войны многие москвичи были эвакуированы в различные места Центральной Азии. Будущая мать Ксении Покровской, Татьяна (Шпитальская) Белякова, была среди эвакуированных в Ош. Ксения Покровская умерла 7 июля 2013 года в Бостоне, штат Массачусетс, США.

## Происхождение и молодость
Родословная Ксении Покровской включает русских, болгарских, еврейских и польских бабушек и дедушек, а также татарского предка XVIII века. Её дедом по материнской линии был Евгений Шпитальский (1879—1931), профессор Московского государственного университет в 1920-х годах. Он был автором важных исследований в области катализа и физической электрохимии, членом-корреспондентом Академии наук СССР; арестован по ложному обвинению в 1929 году (посмертно реабилитирован в 1956 году).
Ксению воспитывала мать-атеистка, которую она называла «романтической коммунисткой», но на неё сильно повлияла православная вера её бабушек. Двоюродная бабушка Покровской по отцовской линии, художница Екатерина Белякова (1892—1980), была образцом для творчества, а также наставницей Ксении в православной вере. Покровская крестилась в возрасте 24 лет, после того как достигла совершеннолетия по советским законам.
В 1960-х годах Покровская была подающим надежды студентом-биофизиком Московского государственного университета, но её интерес к науке всегда был неотъемлемой частью её более масштабных метафизических поисков. Прочитав статью об открытии спирали ДНК, её бабушка-болгарка Невенка заметила: «Смотри, Ксения, это скрижали Завета». Именно в МГУ Ксения познакомилась с сокурсником Львом Покровским. Они поженились в 1960 году и прожили вместе 53 года. Лев стал преподавателем и исследователем теоретической физики. Это было во время её работы над докторской диссертацией, когда Покровская поняла, что не хочет посвящать свою жизнь работе лаборанта-исследователя. Карьера оставила бы мало места для её духовных поисков и желания создать семью.

## Отец Александр Мень и матушка Иулиания
Ксения Покровская начала свою карьеру иконописца в 1969 году — в то время, когда иконопись в Советском Союзе была ещё запрещена, а те немногие, кто тайно занимался древним искусством, находились под постоянной угрозой преследования. Не имея возможности учиться систематически или под опекой мастера, Покровская была почти полностью самоучкой.
Потребность Покровской найти священника, с которым она могла бы обсудить свои сомнения относительно научной карьеры, привела её к отцу Александру Меню. Связи Меня с Катакомбной церковью, отказавшейся сотрудничать с советскими властями, означали, что он постоянно находился под подозрением. Его понимание мировых религий, харизматичная личность и эрудиция привлекали многих новообращённых, особенно из интеллектуальных и творческих кругов, но также сделали его объектом преследования КГБ. Мень совершил обряд бракосочетания Льва и Ксении; он стал близким другом и частым гостем в их доме. Покровские вошли в состав его прихода в Новой Деревне, недалеко от Москвы. Мень поощрял интерес Ксении к иконописи, давая ей свое благословение. «Изучай иконографию, — сказал он ей, — потому что через двадцать лет к этому искусству будет огромный интерес. Многие начнут писать иконы, потребуются учителя. Ты будешь учить других».
Самостоятельно изучая технические аспекты иконографии, Покровская смогла познакомиться с другими учениками-единомышленниками в музеях, археологических раскопках и церквях, а также через сеть связей в подпольной церкви. В 1970-е годы семья Покровских снимала дачу в Загорске, ныне Сергиевом Посаде, что позволяло Ксении проводить много часов со своей новой соседкой, матушкой Иулианией (Мария Николаевна Соколова). Официально Мария Соколова работала художником-реставратором, помогала в государственной реставрации Троице-Сергиевой лавры. В личной жизни она была посвященной монахиней. Матушка Иулиания была одной из немногих традиционных иконописцев, переживших гонения. Ей широко приписывают сохранение живой традиции иконописи и передачу её своим преемникам в один из самых сложных периодов в истории Русской церкви. Близость Ксении к матушке Иулиании в эти летние месяцы была неоценима — они обсуждали иконографию, значение её сюжета, а также вопросы техники, материалов и стиля. Эти встречи открыли Покровской большой кладезь знаний.

## Ксения Покровская учитель
1970-е годы в СССР были особенно опасным временем для иконописцев. С ростом диссидентского движения написание новых икон считалось преступной деятельностью, наравне с незаконным оборотом наркотиков, огнестрельного оружия, порнографии или хранением запрещенной литературы и иностранной валюты. Даже под угрозой судебного преследования Ксения Покровская приложила свой научный ум к пониманию как практических, так и теоретических свойств иконописи. Через знакомых геологов, она добывала природные минеральные и глиняные пигменты, с помощью которых делались исторические русские иконы. Это также позволило ей избежать посещения государственных художественных магазинов, что требовало членства в Союзе художников СССР. Когда её спросили, как она относилась к советской жизни, она откровенно ответила: «Мы их игнорировали». Реставрационные работы и заказы на иконы приносили ей скромный, но необходимый доход. Часто работа оплачивалась бартером: едой, лекарствами, товарами и услугами, недоступными в магазинах страны. Валюта, квитанции и счета-фактуры избегались как «доказательства моих преступлений». Если у клиента возникали трудности с оплатой, она принимала минимальную символическую оплату или работала бесплатно. Она никогда не отказывалась от работы; клиенты, неспособные платить, отвечали взаимностью молитвами и верной дружбой на всю жизнь.
Покровская вскоре стала востребованным реставратором икон и учителем для интересующихся этим предметом. Она подружилась со многими хранителями музеев и коллекционерами, которые предоставили ей открытый доступ к своим коллекциям. Власти не оставили без внимания её растущую репутацию. Её привезли в местный отделение млиции на допрос и показали тюремные камеры, куда её отправят, если она не сознается в своей работе. Она представилась уставшей домохозяйкой с пятью маленькими детьми. Она призналась, что это «безобидное хобби» было её единственным способом сохранить рассудок; была освобождена и больше никогда не сталкивалась с угрозой ареста. Десять лет спустя, за несколько дней до того, как семья Покровских иммигрировала в Соединённые Штаты, соседка призналась, что квартире Покровских были установлены прослушивающие устройства, проведённые через её квартиру.

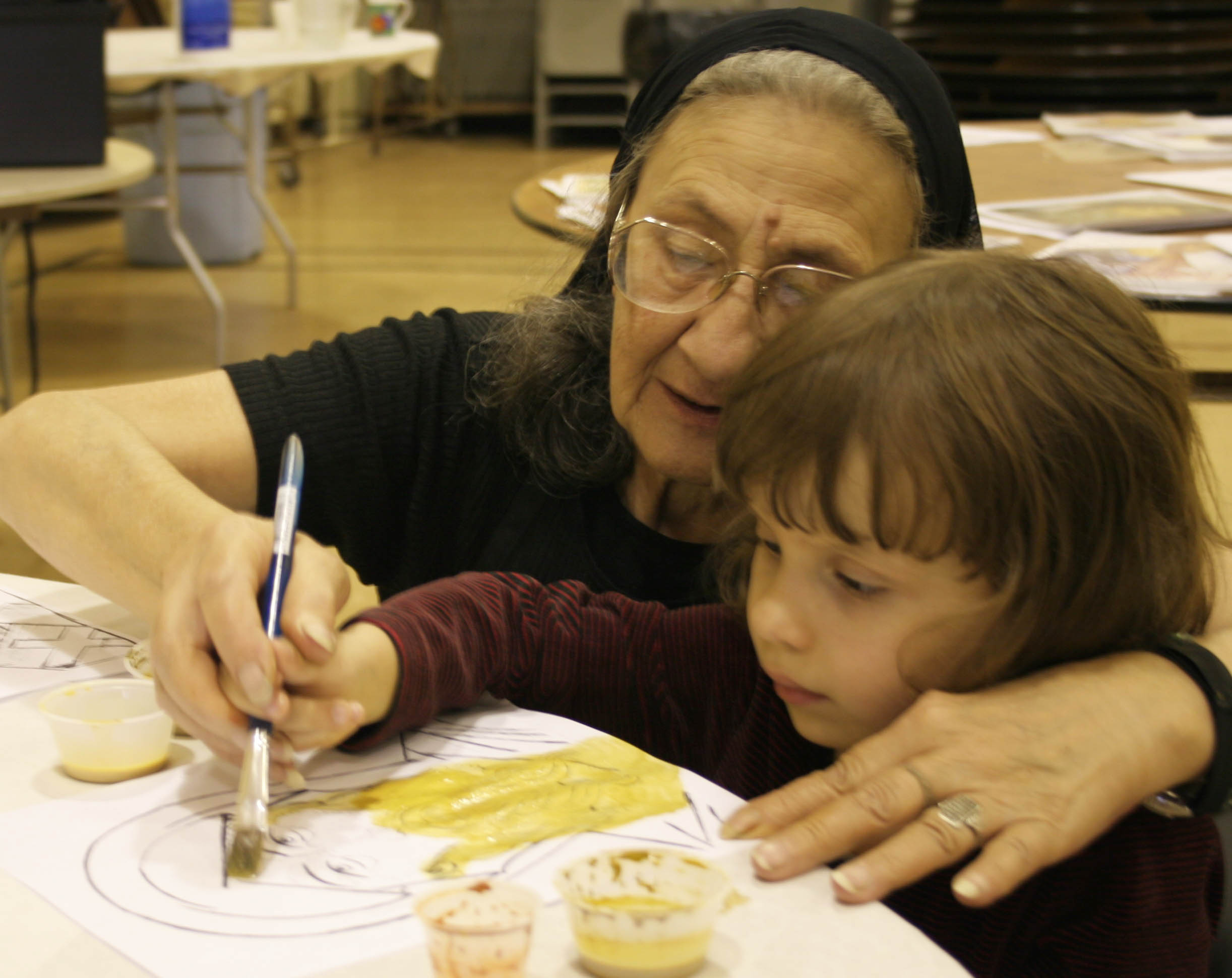
Преподавание Ксении Покровской в Свято-Тихоновской семинарии, июнь 2008

Образованной и педагогический талант Покровской сплотили единомышленников в подпольном движении, которое привело к возрождению традиционной иконографии в России в конце 1980-х годов. "Я познакомилась с Ксенией Покровской в восьмидесятых, — рассказывала искусствовед Ирина Языкова . «Уже она собрала вокруг себя много учеников. Она была великим учителем, воспитавшим так много художников. Она была многодетной матерью, но её дом никогда не закрывался. И когда бы ты ни пришел, в доме всегда было полно людей». Вокруг Покровской сформировался кружок художников, желающих изучать иконы и стать иконописцами. Он назывался «Изографское общество русских иконописцев». Среди участников были Анатолий Волгин, Александр Соколов, Александр Лавданский, Алексей Вронский, Александр Чашкин, Антон Яржомбек; художник-ювелир Марк Лозинский и иконописец Ирина Языкова. Ксения была близким другом многих других иконописцев, одним из друзей считала архимандрита Зинона.

## Художественные влияния и стиль
Сама Покровская писала ярко и выразительно. В стилистическом отношении она ориентировалась на классическую русскую иконопись XV—XVII веков. Основой её творчества стали новгородские иконы XV века. Она впитала в себя их сильный смысловой язык и ограниченную, хотя и разноплановую палитру. Их простота и прямота даже в миниатюре должны стали визитной карточкой её творчества. Она восхищалась аскетизмом икон и была крайне разборчива в использовании орнамента. Её привлекали экспрессивное творчество Феофана Грека, классическая гармония Рублёва, многогранность Дионисия. Полностью принадлежа русской традиции, она увлекалась греческими, сербскими, болгарскими, грузинскими и коптскими иконами, а также работами византийской эпохи. Как она позже учила своих учеников, подлинные каноны иконописи заключаются в самих лучших иконах. Работа непосредственно с историческими прототипами крайне важна для понимания исторической иконографии. Матушка Иулиания, бывшая свидетельницей уничтожения тысяч икон, сказала ей: «Эгоистично создавать новые иконы».
Но и матушка Иулиания, и Ксения понимали, что всегда будут нужны иконы недавно признанных святых или событий продолжающейся истории Церкви, таких как Новомученики. Прежде чем использовать иконографию как гибкий, выразительный язык, нужно было свободно овладеть её грамматикой, словарным запасом и стилями. Между прошлым и настоящим не должно быть разрывов ни теологических, ни семантических, ни эстетических. В нации, страдающей от собственного иконоборчества, первой задачей было восстановить устойчивость традиции. После десятилетий реставрации и копирования Ксения одной из первых живописцев разработала новые прототипы для иконы мучеников семьи Романовых, а также создала большую икону на Тысячелетие Крещения Руси (1988), по заказу Митрополита Филарета Белорусского, ныне находящуюся в Минске.
В феврале 1998 глда её первоначальная композиция Святителя Тихона Патриарха Московского была установлена во вновь реконструированном храме Христа Спасителя в Москве. Центральную фигуру святителя Тихона окружают 18 икон меньшего размера в иконостасе, изображающем события жизни святого, его тяжелое служение при большевизме и чудесные события, связанные с его кончиной. По мере того, как репутация Покровской росла, её приглашали создавать иконы для церквей в Эстонии, и с командой она работала в недавно построенной православной церкви в Хайновке и других церквях в Восточной Польше.

## Иммиграция и работа в Америке
Празднование Тысячелетия Крещения Руси в 1988 году возвестило о большей свободе вероисповедания. В то же время последующая нестабильность эпохи Перестройки не давала гарантий лучшего будущего. Убийство близкого друга и духовника Александра Меня укрепило решение семьи Покровских иммигрировать в США в июне 1991 года. Икона Архангела Михаила на коне (представляющая начало Апокалипсиса), написанная Ксенией Покровской, изображала современную советскую архитектуру, падающую в бездну.
Покровская не была уверена, что её искусство будет востребовано в преимущественно протестантской стране. Краски, кисти и доски она принесла чуть ли не задним числом. Но её работы заметили, она начала получать заказы, а также обучать новых учеников. Как и в Москве, Ксению Покровскую вскоре окружил новый круг иконописцев, привлечённых её знаниями и педагогическим талантом.
Оставаясь верной канону, Ксения стремилась сделать свои иконы доступными и интересными современному зрителю. Она понимала иконографию как традицию, которая смотрит как вперёд, так и назад. Она использовала английские надписи, а некоторые из её работ включали сцены из американской истории. Служа нуждам своего нового дома, Покровская часто писала иконы американских святых. Одно из самых важных её американских поручений — недавно канонизированный святой Алексий Товт, епископ Уилкс-Барре. Эта ростовая икона для усыпальницы его мощей находится ныне в монастырской церкви Святителя Тихона Задонского, Южный Ханаан, Пенсильвания.
Одна из её самых знаменитых и широко воспроизводимых икон — «Собор Всех Святых в Северной Америке просиявших», которую она написала в 1995 году. Икона, находящаяся сейчас в офисе Православной церкви в Америке в Сайоссете, штат Нью-Йорк, представляет всю историю Православия в Северной Америке. На центральной панели изображены святой Ювеналий Аляскинский, Александр, Алексий Товт, Герман Аляскинский, Петр Алеут, Иаков (Нецветов), Тихон, Иннокентий Аляскинский, Рафаил Бруклинский. В клеймах изображены события из жизни каждого святого; для большинства этих святых и событий это их первое изображение в иконографии.
Ксения писала также иконы римско-католических святых. Иногда она создавала совершенно новую иконографию; в других случаях делала вариации на традиционные сюжеты, добавляя к ним новые сюжеты, как это часто делалось в её складнях, — всё это демонстрировало, что икона вполне способна адаптироваться к новым культурным условиям. Одна из её самых амбициозных композиций была заказом для римско-католического собора Святого Петра в Трире, Германия. Эта работа показывает собрание всех святых, восточных и западных, связанных с историей собора. Ирина Языкова, автор книги «Скрытое и триумфальное: подпольная борьба за спасение русской иконографии», сказала, что «Ксения Покровская представляла собой наиболее убедительное современное нам свидетельство способности иконы объединять христиан разного происхождения».
Стремясь поднять общий уровень иконографии в Соединённых Штатах, Ксения Покровская проводила недельные семинары по иконографии по всей территории страны. В 2003 году в Лексингтоне, штат Кентукки, в сотрудничестве с православной некоммерческой организацией Hexaemeron был проведён её первый «Шестоднев творческого семинара по иконографии». Она привлекала студентов со всего мира, её последний семинар в 2013 году состоялся в Сан-Паулу, Бразилия.
Иконы, написанные Ксенией Покровской, находятся в храме Святой Троицы в Бостоне, православном храме Христа Спасителя в Парамесе, штат Нью-Джерси, православном храме Христа Спасителя в Гаррисберге, штат Пенсильвания, в Свято-Владимирской православной семинарии в Йонкерс, штат Нью-Йорк. С помощью дочери Анны Гурьевой, тоже иконописицы, последнее десятилетие жизни Ксении было занято масштабными заказами целых интерьеров церквей, среди которых Андреевская православная церковь в Лексингтоне, Кентукки, и церковь Святой Марии Магдалины в Нью-Йорке. Как и в её миниатюрных работах, в сложности многих сцен присутствует своя гармония. Каждая фигура полностью раскрыта, каждая сцена завершена, и все вместе они создают общее ощущение праздничной радости.

### Смерть
Ксения Покровская скончалась 7 июля 2013 года после непродолжительной болезни. Её смерть совпала с празднованием в 2013 году Собора Всех Святых, воссиявших в Северной Америке», предмета её самой знаменитой иконы. Отпевание прошло в Свято-Николаевской православной церкви, Салем, Массачусетс, после чего последовало всенощное бдение в кругу семьи и друзей. Погребение состоялось на следующий день в Свято-Тихоновском Задонском монастыре, Южный Ханаан, Пенсильвания.